# Desaparición de Arshak Karhanyan
La desaparición de Arshak Karhanyan se refiere a un caso judicial en Argentina que investiga la súbita desaparición, sin dejar rastros, del oficial de la Policía de la Ciudad de Buenos Aires Arshak Karhanyan, el 24 de febrero de 2019, a las 3 de la tarde, en el barrio de Caballito, pleno centro geográfico de la Ciudad Autónoma de Buenos Aires. La investigación ha sido cuestionada por irregularidades como un supuesto mal funcionamiento de más de cuarenta cámaras de seguridad, la eliminación por parte de la Policía de la Ciudad de una pericia realizada sobre el teléfono de Arshak, y la actitud del Gobierno de la Ciudad que no recibió a la familia, ni se posicionó en el caso. Tanto la familia como el gobierno nacional sostienen que hubo un encubrimiento por parte de las autoridades porteñas y solicitaron que el caso fuera preventivamente caratulado como «desaparición forzada», siendo el pedido rechazado por los funcionarios judiciales.

## Hechos
El 24 de febrero, Arshak Karhanyan, un joven de 28 años que trabajaba como oficial de la Policía de la Ciudad de Buenos Aires, salió de su vivienda en el barrio de Caballito. Las cámaras de seguridad del barrio lo registraron al mediodía conversando durante 40 minutos (desde las 12:49 hasta las 13:22), en la vereda de su casa con el oficial Leonel Herba, última persona en verlo, con quien había trabajado un tiempo en la División Exposiciones de la fuerza policial. En el video puede verse que Herba le hace oír un audio. Luego de ello Arshak volvió a subir a su departamento para salir de inmediato, sin sus dos celulares, sin su moto y con su arma reglamentaria, pese a encontrarse gozando de un período de cinco días de franco. Se dirigió a un cajero automático cercano, en la estación Primera Junta de la línea A del Subte, retiró dos mil pesos y caminó tres cuadras hasta la tienda Easy, ubicada en Rivadavia y Paysandú, para comprar una pala. Luego de eso desapareció en plena Ciudad de Buenos Aires, sin dejar otros rastros.
Hasta un mes antes de su desaparición, Karhanyan había trabajado en la División Exposiciones, encargada realizar allanamientos e incautaciones. Había sido trasladado a la Comisaría 7-B, que para él implicaba que lo bajaban de categoría.

## Investigación e irregularidades
La investigación por la desaparición de Arshak Karhanyan correspondió a la Fiscalía en lo Criminal y Correccional N.º 2 de la Ciudad Autónoma de Buenos Aires, a cargo de Santiago Vismara, bajo control del juez Alberto Baños, titular del Juzgado Criminal y Correccional N.º 27 de la ciudad. El fiscal solicitó ordenar el allanamiento de la División Exposiciones, pero el juez negó el pedido. El juez Baños negó también el pedido de la familia Karhanyan de ser tenida como querellante en la causa, razón por la cual debió apelar la decisión judicial a la Cámara, que autorizó el pedido siete meses después de iniciada la investigación.
Desde un inicio la familia consideró que la hipótesis principal de la desaparición estaba vinculada al encuentro con el policía Leonel Herba, minutos antes de desaparecer. Herba declaró en la investigación, negando inicialmente haber conversado con Arshak ese día, y al ser confrontado con el video, afirmando que hablaron sobre la compra de un auto. Cuando le revisaron el celular todas las conversaciones estaban borradas. La querella señaló también que debía investigarse el notable incremento patrimonial de Herba, quien había comprado una moto Yamaha de 23.000 dólares y planeaba comprar un BMW o una camioneta Amarok Volkswagen. Pese a un eventual vínculo de la desaparición con sus actividades en la Policía de la Ciudad, la fiscalía y el juez recurrieron a dicha fuerza policial para realizar la investigación del caso.
La familia entregó el teléfono celular personal de Karhanyan a la Policía de la Ciudad, pero los peritos policiales no realizaron los pasos técnicos necesarios para desbloquear el dispositivo, razón por la cual borraron la información y solo se pudieron recuperar los datos anteriores al 1 de febrero, casi un mes antes de la desaparición. Luego de ser aceptada como parte, la familia solicitó ver los registros de las cámaras ubicadas en la zona para reconstruir adónde fue Karhanyan después de comprar la pala en el negocio y verificar el destino de Herba, encontrando que ninguna de las cámaras disponibles habían grabado imágenes, que la Policía había omitido relevar varias cámaras pedidas por la fiscalía, que en otros secuestros de grabaciones se había equivocado en las fechas y que no se había resguardado material fílmico clave. Una junta pericial integrada por fuerzas federales dictaminó también que, en las pericias realizadas por la Policía de la Ciudad los teléfonos y computadoras de Karnahyan, que resultaron en el borrado de datos, «no se han respetado las buenas prácticas de la informática forense». Ante el cúmulo de irregularidades, ya en 2019 la familia sospechó de la posibilidad de un encubrimiento.
La familia señaló diversos actos sospechosos referidos a la Policía de la Ciudad. Un policía concurrió varias veces a visitarlos, presentándose como amigo de Arshak y transmitiéndoles su opinión de que Arshak se habría ido o escapado; dicho policía, era a la vez el mismo que había firmado los informes policiales sobre las cámaras. En otra ocasión la madre de Arshak fue personalmente a la Comisaría 7-B, donde estaba asignado su hijo, recibiendo del comisario la respuesta de que «no tenía idea quién era Arshak».
En el expediente consta una conversación privada entre Leonel Herba y Jazmín Soto, expareja de aquel en la que esta última le dice:

Vos seguí con el teléfono, seguí hueveando, seguí, seguí eh, haciendo no sé, desaparecer gente (…) El que está acá en orsai porque desapareció una persona y sos el principal sospechoso, sos vos. A mí la justicia no me tiene del forro del culo, yo no estoy a punto de perder el trabajo, yo no le cagué la vida a nadie como vos hiciste y no le cago la vida a nadie (…) Hasta te cubrí con la fiscalía y omití un montón de cosas que sabía para no seguir ensuciándote ni embarrándote”.

En agosto de 2020, ante las sospechas de un posible encubrimiento por parte de las autoridades policiales y judiciales de la Ciudad de Buenos Aires, la familia Karahanyan y su abogado se reunieron con el secretario de Derechos Humanos Horacio Pietragalla, quien ya había entendido en el caso como diputado miembro del equipo parlamentario de vinculación con la comunidad armenia. El funcionario nacional se comprometió a colaborar con la búsqueda de Arshak y a intervenir en la investigación a través de la Dirección Nacional de Políticas contra la Violencia Institucional. En febrero de 2023, luego de cuatro años sin avances en la investigación, Pietragala declaró oficialmente que:

El grado de encubrimiento por parte de la Policía de la Ciudad es alarmante, no sabemos qué pasó con Arshak, pero sí sabemos que esa fuerza encubrió desde el primer momento.
Horacio Pietragala, secretario de Derechos Humanos de la Nación

## Pedido de caratulación como «desaparición forzada»
En marzo de 2021 la familia solicitó al juez caratular la causa como «desaparición forzada», atento las numerosas irregularidades y negligencias cometidas en la investigación, que involucran principalmente a la Policía de la Ciudad, y la prueba directa contenida en la comunicación entre Herba y su expareja.

## Movilización pública
Ante la falta de resultados por parte de la investigación oficial y el desinterés mediático por la desaparición de un policía, los excompañeros de Arshak del Liceo Militar conformaron Comisión de Familiares y Amigos por la Aparición de Arshak Karhanyan. 
El 13 de agosto de 2019, la familia de Arshak fue recibida por varios parlamentario. Entre ellos se encontraba el diputado Horacio Pietragalla, miembro del Grupo de Amistad Parlamentario con Armenia, y debido a que Arshak era integrante de la importante comunidad armenia argentina. Pocos días después, instituciones armenias de la República Argentina (IARA) lanzaron la campaña #DóndeEstáArshak.